# Vilallonga del Camp
Vilallonga del Camp (spanisch Vilallonga del Campo) ist eine katalanische Gemeinde mit 2.451 Einwohnern (Stand: 2024) in der Provinz Tarragona im Nordosten Spaniens. Sie liegt in der Comarca Tarragonès. 

## Geographische Lage
Vilallonga del Camp liegt etwa 18 Kilometer nordnordwestlich vom Stadtzentrum von Tarragona und knapp 90 Kilometer westsüdwestlich von Barcelona in einer Höhe von ca. 105 m.
Durch die Gemeinde führt die Autovía A-27.

## Bevölkerungsentwicklung
| Jahr      | 1970 | 1981 | 1991 | 2001 | 2011 | 2021 |
| Einwohner | 1067 | 1210 | 1191 | 1251 | 2181 | 2385 |

## Sehenswürdigkeiten
- Martinskirche (Iglesia de San Martín)
- Marienkapelle

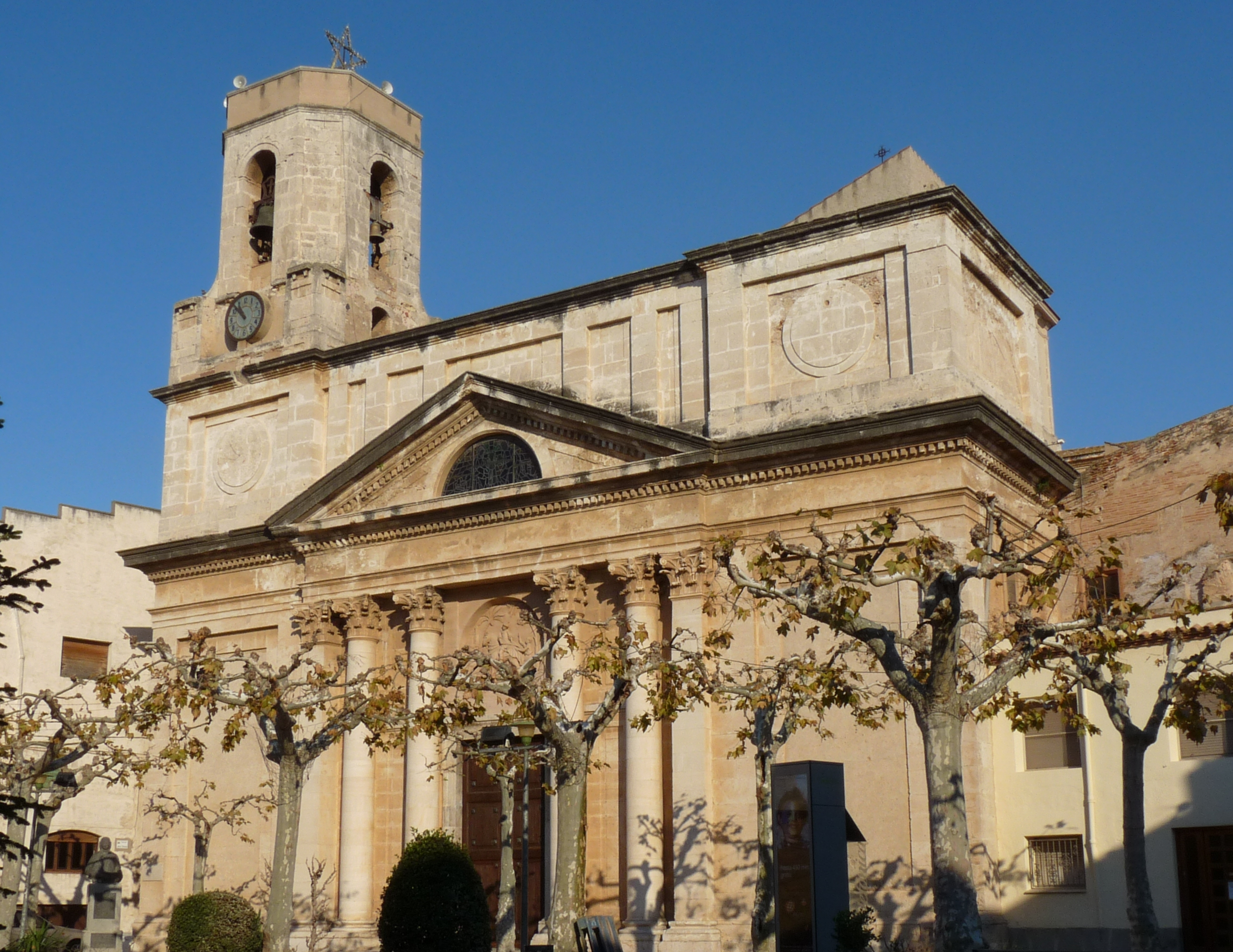
Martinskirche
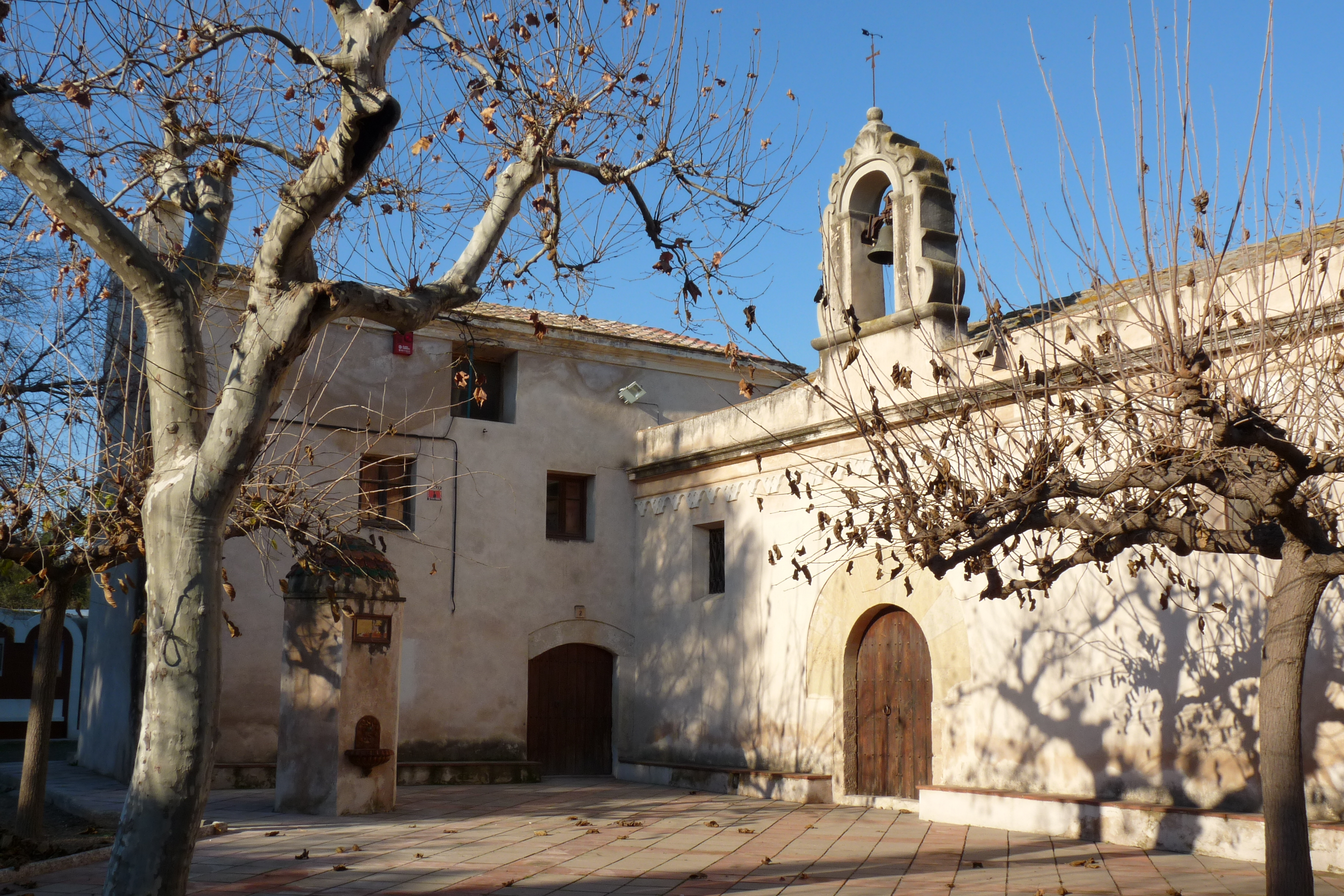
Marienkapelle

## Persönlichkeiten
- Pedro Virgili (1699–1776), Chirurg
- Josep Mestres i Miquel (1868–1949), Arzt und Politiker